# الحياة البرية في الأردن

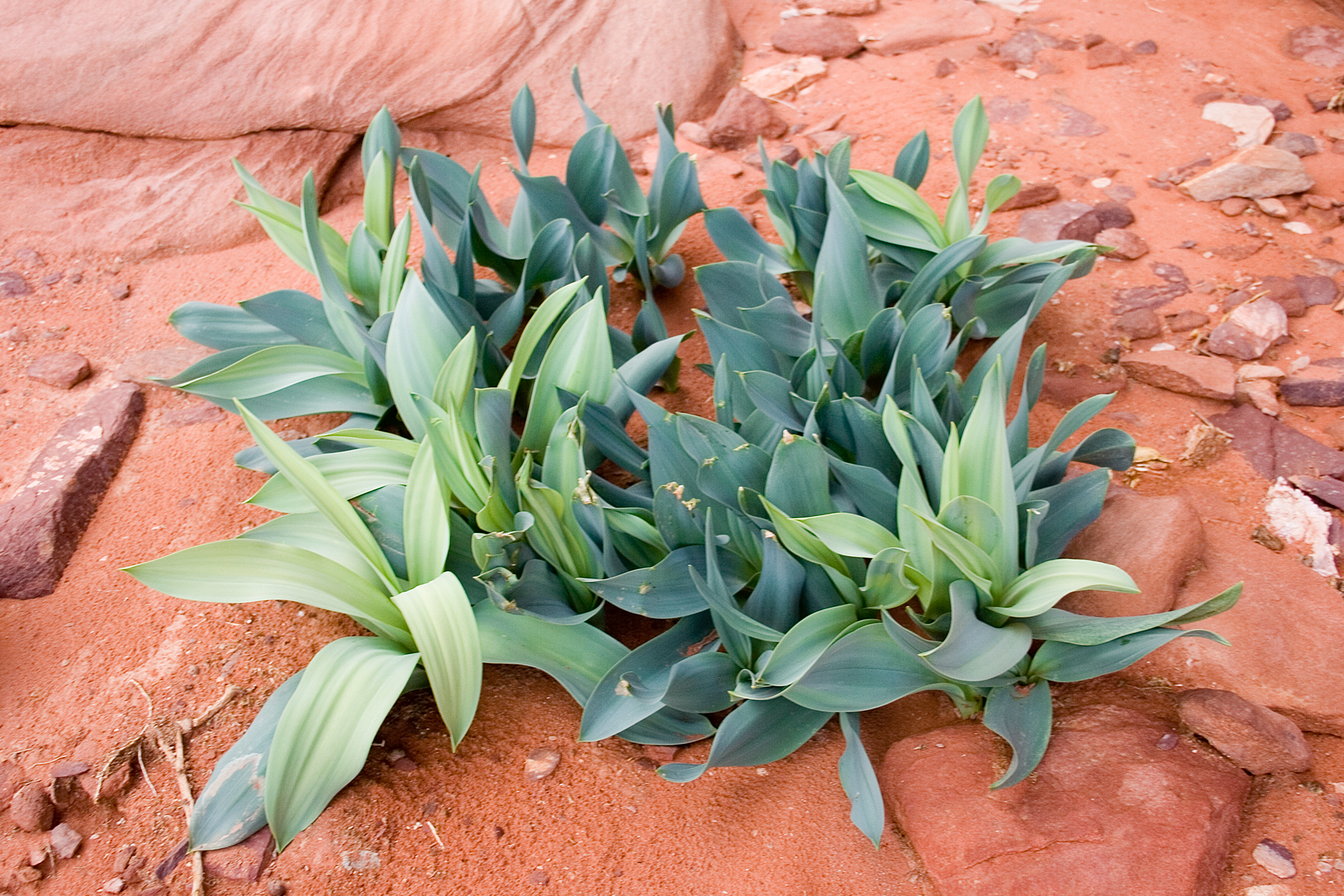
أحد أنواع النباتات الصحراوية التي تنمو في المناطق الجنوبية للأردن، (وادي رم)

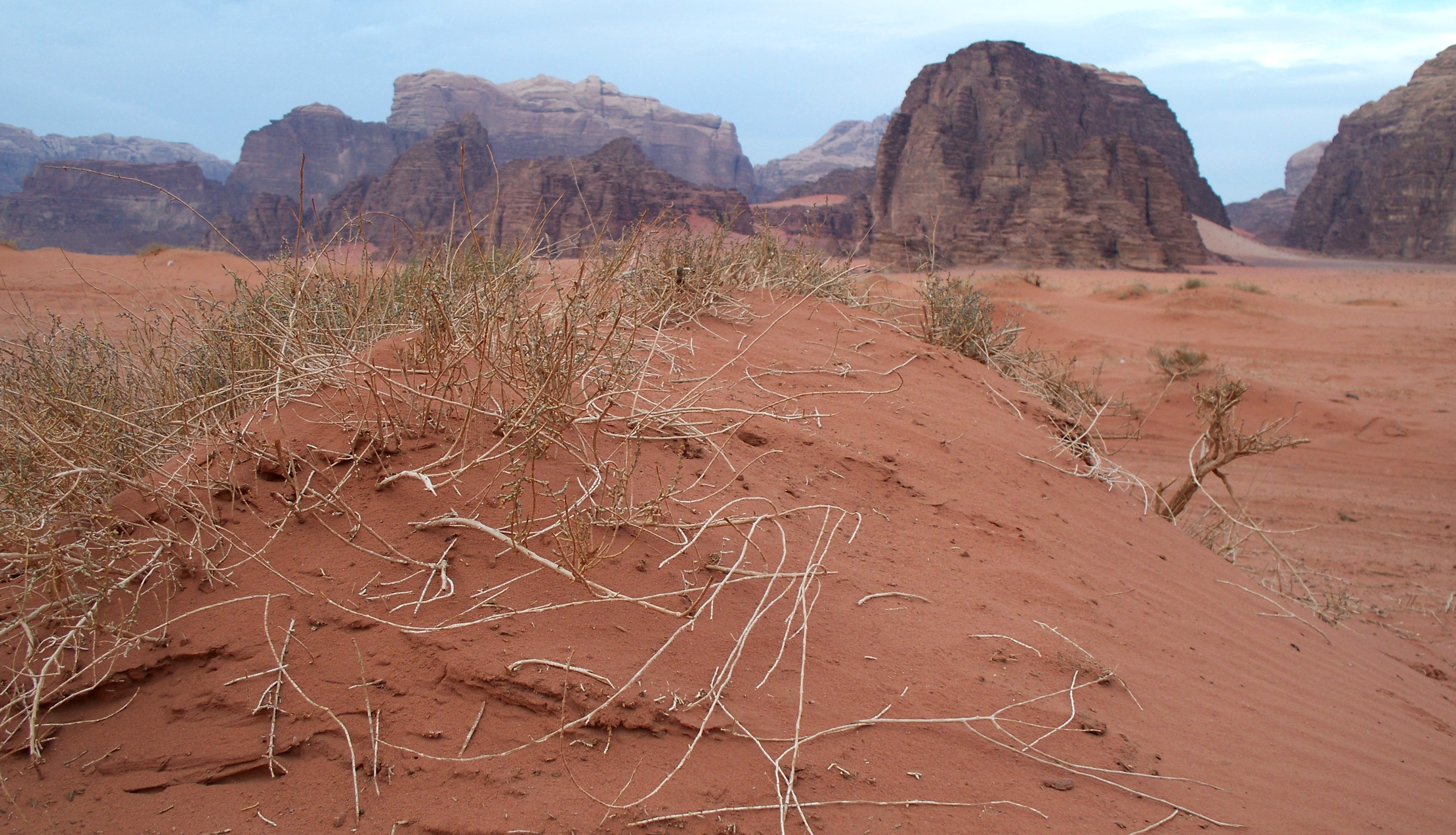
نباتات الصحراء في وادي رم، جنوب الأردن.

يُقصد بالحياة البرية في الأردن مجموع أنواع النباتات والحيوانات البرية بالإضافة إلى الموئل الطبيعي الذي تعيش فيه هذه الكائنات الحية داخل البلاد. وعلى الرغم من طبيعة الأراضي الصحرواية والتي تغلب على المنطقة، إلا أنها تمتلك عدة مناطق جغرافية يعيش فيها مجموعة من النباتات والحيوانات التي تتلائم طبيعة أجسامها وتكوينها مع البيئة المحيطة.
تُظهر الدراسات الأحفورية على المنطقة أنه في العصر الحجري القديم عاشت بعض الأنواع الحيّة في المنطقة مثل الدببة السورية البنية، الأسود الآسيوية، الحُمر الوحشية،الفيلة الآسيوية وكذلك وحيد القرن، إلا أنها تعتبر الآن غير موجودة في المنطقة «منقرضة».
في الآونة الأخيرة، تحديداً في بدايات القرن العشرين، تسبب الصيد الجائر في المنطقة بانخفاض أعداد العديد من الحيوانات مثل الايل والغزلان، حيث انخفضت أعدادها إلى تجمعات بسيطة متفرقة، وفي ذلك يُذكر حيوان مثل المها العربي، أصبح من الحيوانات المُهددة بالانقراض تماماً من المنطقة. من أجل ذلك نشأت الجمعية الملكية لحماية الطبيعة في العام 1966 بهدف الحفاظ على التنوع الحيوي في الأردن وحفظ الموارد الطبيعية، فقد عملت الجمعية على إنشاء وإدارة المحميات الطبيعية بالإضافة إلى وضع برامج الحماية وحفظ النوع وبرامج توطين الأحياء البرية المهددة بالانقراض، وبالتالي ساهمت في ارتفاع أعداد الكثير من هذه الحيوانات.
في العام 1995م تم إصدار قانون حماية البيئة، الذي احتوى على 35 مادة قانونية تنظّم حماية البيئة في الأردن وبموجبه تم إنشاء المؤسسة العامة لحماية البيئة التي استمرت بالعمل حتى العام 2003 حيث تم إنشاء وزارة البيئة.
تعيش في الأردن حالياً العديد من أنواع الثديات، كذلك هناك ما يزيد عن أربعة آلاف نوع من الطيور تعيش فيها أو تزوها أثناء هجرتها، بالإضافة إلى ما يزيد عن ألفين نوع نبات تم تسجيلها في البلاد.

## الجغرافيا

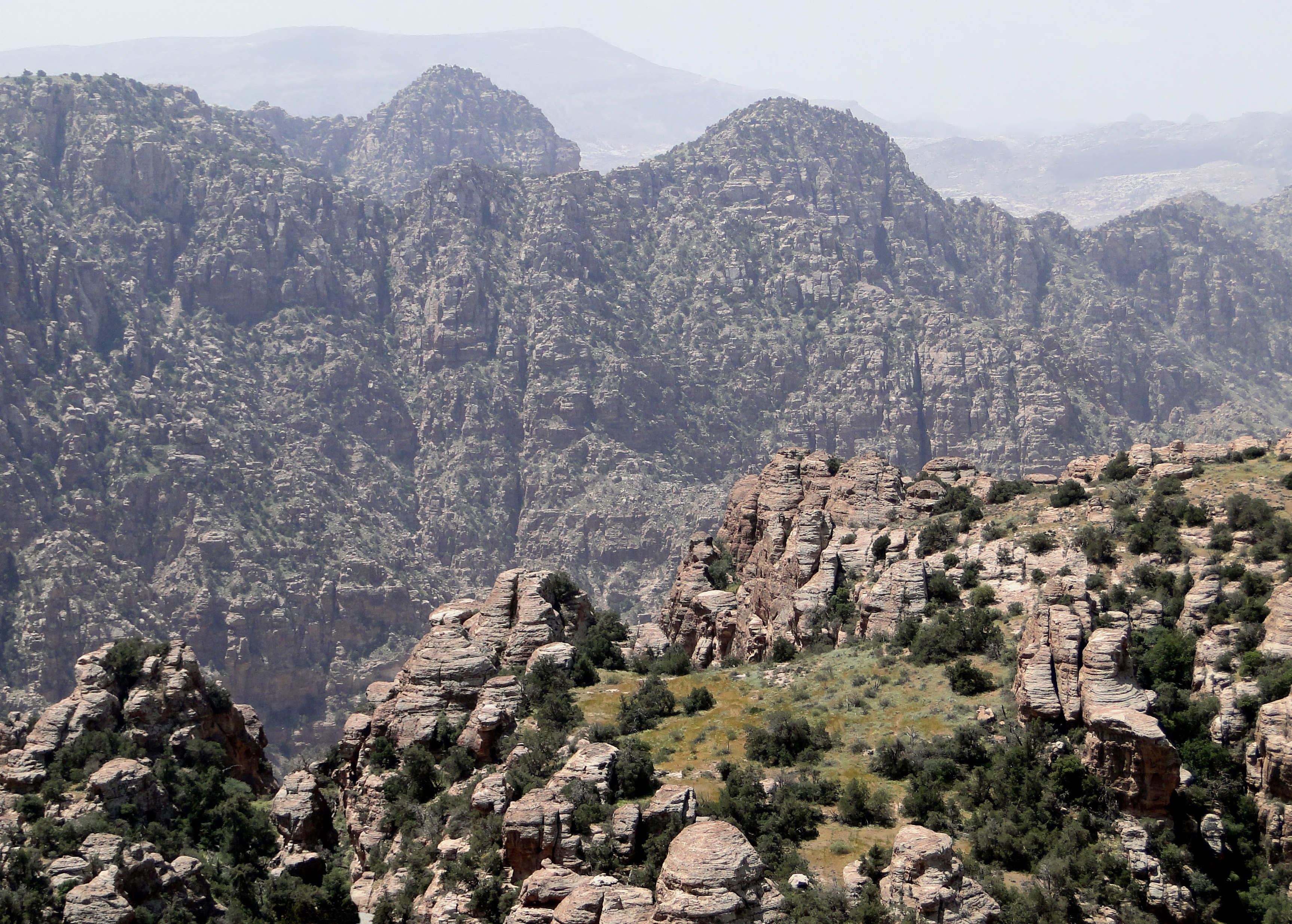
محمية ضانا الطبيعية جنوب وسط الأردن

تُعتبر الاردن (تقريبًا) من الدول الغير ساحلية «دول مُحاطة بالكامل باليابسة أو تقع سواحلها الوحيدة على بحار مغلقة» إلا أنها في الواقع تمتلك امتداد قصير من الساحل في خليج العقبة. يتمثل جزء كبير من جغرافية الأردن بهضبة يتراوح ارتفاعها مابين (700-1200م) تتخلّلها السلاسِل، والقِمَم، والقِباب الجبلية وتحدها الوديان والممرات الضيقة. يغلب على الجزء الشرقي من البلاد الطبيعة الصحراوية، التي تتصل أراضيها مع صحراء بادية الشام وتتصل مع الجزء الشمالي من الصحراء العربية، تتخللها بعض الواحات والأنهار الموسمية، عكس الجزء الشمالي من البلاد الذي يعتبر الأكثر خصوبة، أما الجزء الغربي فيمتاز بالطابع الجبلي والنباتات الطبيعية لغابات البحر الابيض المتوسط (دائما الخضرة)، ويحدها كذلك من الغرب أخدود وادي الأردن الذي يحتضن في أعماقه على بعد مئات الامتار من مستوى سطح البحر كلاً من نهر الاردن و‌البحر الميت اللذان يفصلان بين الاردن في الشرق و‌فلسطين في الغرب.
يُعتبر البحر الميت بحراً غيرُ متدفق، يصل اليه الماء عن طريق نهر الأردن وبعض الانهار الموسمية، ورغم ذلك فهو يفقد المياه سنويا بسبب التبخر، كذلك قإن مياههُ شديدة الملوحة ولا تساعد في بقاء الكائنات الحية. أما بعيداً في الجنوب فقد تشكلت الحدود الغربية للبلاد على حافة جرف الأخدود الأفريقي العظيم الذي يستمر جنوباً حتى خليج العقبة، هناك يمتاز المناخ بارتفاع الحرارة والجفاف صيفا وبالبرودة شتاءاً حيث تسقط الأمطار.

## الحياة النباتية

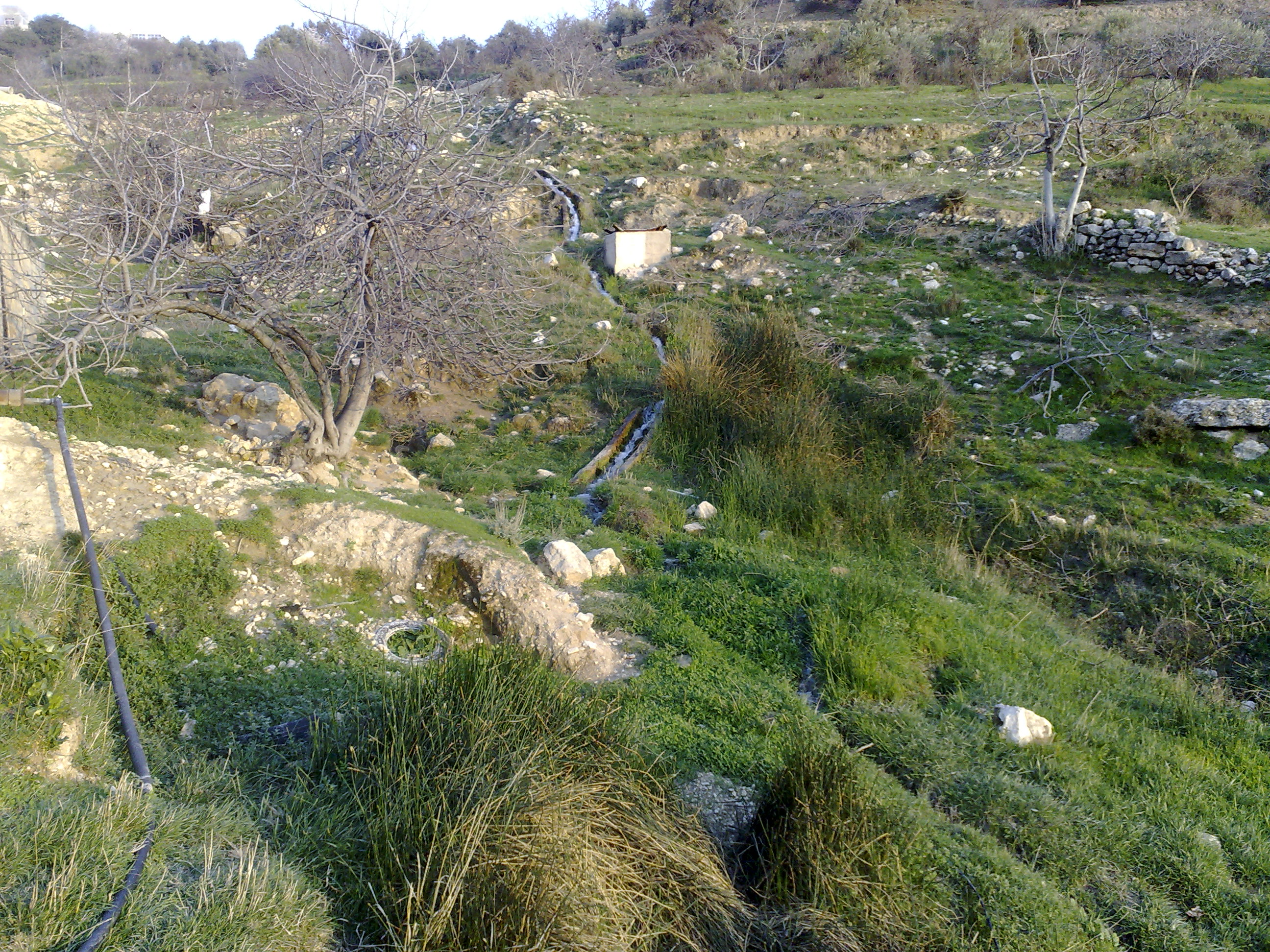
ماحص شمال غرب الأردن

تمتلك الأردن تنوعا حيويا كبيرا في مواطن النباتات، لهذا تم تسجيل أكثر من 2000 نوع من النباتات تعيش في الأردن، تتضمن ما يقارب 150 فصيلة وحوالي 700 من الاجناس.
نذكر منها مثلا عاريات البذور، صنوبر حلب، سرو البحر الأبيض المتوسط والعرعر الفينيقي. هناك أيضا ما بين 5 - 10 أنواع من السراخس وايضا حوالي 150 نوعا من الفطريات والأشنات تم تسجيلها في المنطقة. كما يوجد 349 نوعا نادرا، منها 76 نوعا مهددا بالانقراض و18 نوعا مدرجة على القوائم العالمية للأنواع المهددة بالانقراض حسب الاتحاد الدولي لصون الطبيعة (IUCN). وقد صنف د. العيسوي 13 نمطا نباتيا مختلفا في الأردن وهي:
- نمط غابات الصنوبر الحلبي الطبيعية ينتشر هذا النمط في شمال الأردن مثل جرش، عجلون، دبين وزي وينمو هذا النمط في المناطق التي يزيد ارتفاعها عن 700 متر فوق سطح البحر.
- نمط النباتات الملحي وينتشر هذا النمط، حول واحات الأزرق، وغور الأردن، ومنطقة البحر الميت، وتختلف نباتات هذه المناطق باختلاف درجة ملوحتها وبالتالي قدرة النبات على تحمل الملوحة. ومن نباتات هذا النمط الغرقد والاثل.
- نمط غابات البلوط دائم الخضرة يتميز هذا النمط بأشجار دائمة الخضرة مثل السنديان دائم الخضرة وهو السائد وينمو في مناطق يزيد ارتفاعها عن 700 م عن سطح البحر ويشكل هذا النمط الجزء الأكبر من غابات الأردن كما وينتشر في مناطق متعددة من المملكة مثل وادي السير غربا وإربد شمالا، وفي الطفيلة والحسا، والمنطقة الواقعة بين الشوبك والبتراء.
- نمط الغابات الاستوائي ويقع هذا النمط ضمن الإقليم السوداني ويتركز بالقرب من البحر الميت ومعظم الغطاء النباتي في هذا النمط قد تعرض للتدمير بسبب انتشار الزراعة المكثف لذا تنوي الجمعية الملكة لحماية الطبيعة تأسيس محمية في غور فيفا ضمن هذا النمط، وتعتبر نباتات السدر والطلح من أهم نباتات هذا النمط.
- نمط غابات البلوط متساقط الأوراق ويتميز هذا النمط بأشجار البلوط متساقطة الأوراق مثل الملول والسنديان متساقط الأوراق وينمو في مناطق يقل ارتفاعها عن أنماط الغابات الأخرى في الأردن ومعظم هذه الغابات غير محمية ويختلف تركيب هذه الغابات حسب الحرارة والرطوبة وينتشر في أم قيس ونهر اليرموك ودير أبي سعيد إلى حدود اشتفينا في غابة عجلون وفي العالوك قرب جرش وعلى نهر الزرقاء قرب سد الملك طلال.
- نمط الكثبان الرملية ونباتات هذا النمط موجودة ضمن الإقليم السوداني وخاصة وادي عربة ووادي رم وتكون شجيرات قادر على تثبيت الكثبان الرملية وفي بعض المناطق يصل ارتفاعها إلى ثلاثة أمتار. ومن نباتات هذا النمط الرتم ولسان الحمل.
- نمط غابات العرعر ويوجد هذا النمط من الغابات في الجبال الجنوبية فقط والتي يزيد ارتفاع عن 1000 م ويحتاج هذا النمط إلى تربة رملية صخرية ودرجات حرارة تحت الصفر وتساقط الثلوج السنوية ويتمثل هذا النمط بالعرعر الفينيقي ويمكن أن يرتبط العرعر في السرو والبطم والخروب وينتشر في منطقة من الرشادية قرب الطفيلة وفي محمية ضانا والشوبك ووادي موسى والطيبة.
- نمط أشجار الطلح وينتشر هذا النمط في الجبال والمناطق الصخرية في وادي عربة والعقبة ووادي اليتم ووادي رم وتنتشر أشجار الطلح في وادي عربة وتصبح أكثر كثافة باتجاه المناطق الصخرية عند قواعد الجبال.
- نمط البحر الأبيض المتوسط اللاشجري وهذا النمط لا يوجد فيه أشجار وإنما شجيرات مثل السويد والقنديل وهذا النمط يتكون نتيجة تدهور الغابة، وينتشر هذا النمط في جميع مناطق البحر الأبيض المتوسط باستثناء ارض الغابات والأراضي المزروعة.
- نمط النباتات المائية ويتواجد هذا النمط حول الجداول المائية وضفاف الأنهار وفي واحات الأزرق وهو قليل الانتشار في الأردن، حيث يوجد على ضفاف نهر اليرموك والزرقاء ووادي شعيب ووادي الموجب ووادي الحسا وواحات الأزرق ومن نباتات هذا النمط، الصفصاف والأثل.
- نمط السهوب هذا النمط مقصور على مناطق الإقليم الإيراني وممكن أن يتواجد في مناطق البحر الأبيض المتوسط والصحراء العربية وتركيب هذا النمط يختلف باختلاف التربة واختلافات الطقس ومن نباتات هذا النمط الرتم والسدر وينتشر على طول شريط البحر الأبيض المتوسط باستثناء الشمال.
- نمط القيعان يتكون هذا النمط في الصحراء حيث تتجمع المياه وتتراكم حبيبات التربة الناعمة وفي الغالب تكون طينية أو اغرينية وعند تبخر المياه تصبح التربة قاسية وهذا لا يساعد على إنبات النبات. ومن الأمثلة عليى هذا النمط قاع الأزرق وقاع الجفر وعادة لايكون هناك غطاء نباتي حول القيعان ولكن يوجد أحيانا بعض النباتات مثل القبار والاثل.
- نمط الحماد ويشكل نمط الحماد معظم مناطق الصحراء العربية، إذ تعتبر نصف أراض الصحراء من هذا النمط.

وفي الأردن، وبعد تساقط الأمطار في فصل الشتاء تزهر العديد من الأزهار في فصل الربيع ويعتمد تنوع النباتات بشكل كبير على كمية الهطول المطري. أما في مناطق الشمال الغربي ذات الطبيعة الجبلية، هناك تنتشر الغابات الطبيعية من أشجار الصنوبر وأشجار البلوط دائمة الخضرة ومتساقطة الأوراق، كذلك أشجار الزيتون البري وأشجار الفستق.
بعيدا باتجاه الجنوب والشرق يصبح الغطاء النباتي غير منظم، مجموعة من الأعشاب والشجيرات المتفرقة هنا وهناك، أما في وسط وشرق البلاد فهي أراضي صحراوية بطبيعتها، مجموعة من الهضاب الصخرية متوسطة الطول تمتلئ بأحواض رملية. أما عند التوجه إلى أخدود وادي الأردن نجد هناك بعض الوديان التي حفرتها المياه المتدفقة في الشتاء والتي توفر المياه للأشجار والشجيرات في تلك التضاريس الوعرة. أيضا هناك توجد محمية فيفا الطبيعية والتي تحوي نباتات الاحواض الملحية ونباتات شبه استوائية.

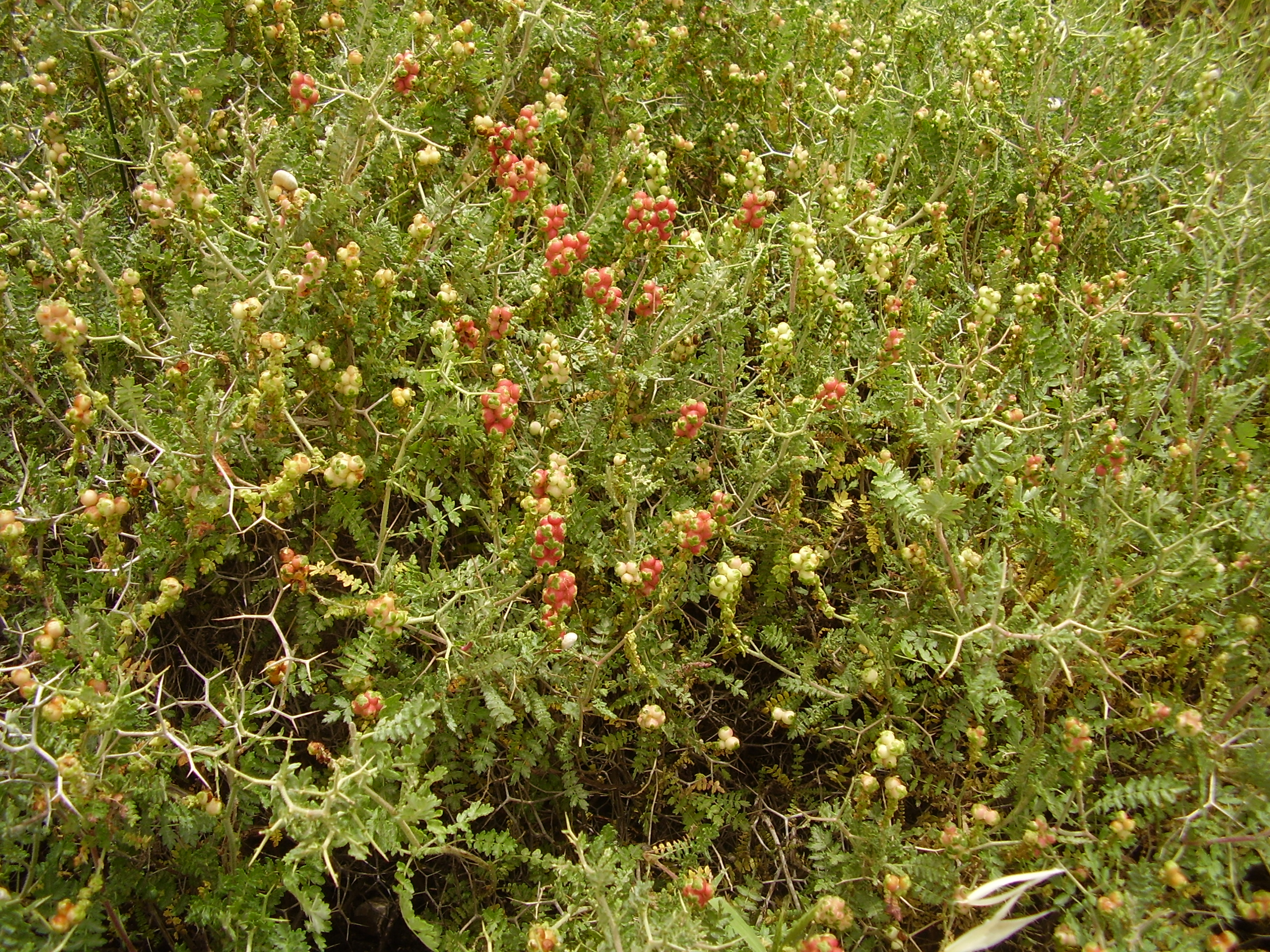
البلان الشوكي ثمار البلان

بعيدا إلى الجنوب، بالقرب من خليج العقبة نجد محمية قطر الطبيعية، أراض جافة على مدار العام تنتشر فيها نباتات السهوب واشجار الطلح.
يعتبر نبات البلان الشوكي النبات الخشبي الأكثر انتشارا في مناطق الغطاء النباتي الغير منظم «المتفرق» بينما يهمين العديد من النباتات العطرية على مناطق السهوب، أما في مناطق الهضاب الصخرية يوجد عدد محدود من النباتات، ففي المناطق الصخرية منها نجد نبات الشَّنَّان اما المناطق الرملية ينتشر نبات الرتم الشائع. في مناطق الوادي، خاصة التي تتعرض للفياضانات والانجرافات نجد هناك تنوع نباتي أكبر، نجد نباتات مثل الأثل، الشيح، الاكاسيا وغيرها في مناطق الحصى.
في الأردن تعتبر نبتة السوسن الأسود النبتة الوطنية للبلاد والتي نجدها منتشرة قرب محافظة مادبا.

## الحياة الحيوانية

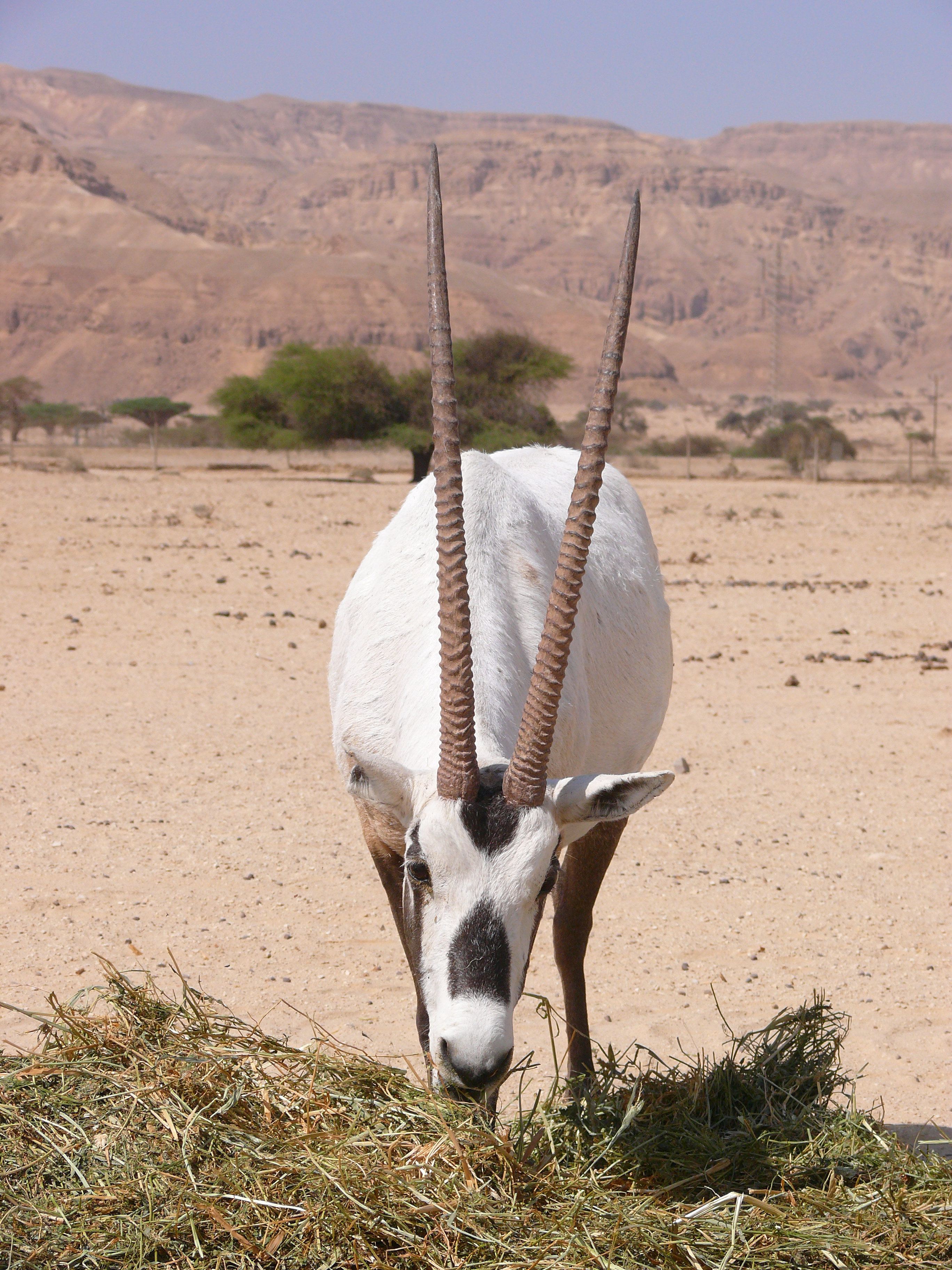
المها العربي

يُعتبر الصيد في الأردن أحد الرياضات التقليدية، لكن عندما يتجاوز الصيد الحد المعقول يُصبح خطرا على الحياة البرية، وهذا ما اوشك على الحصول في ثلاثينيات القرن العشرين، والضحية حينها كان حيوان المها العربي، الذي اوشك في تلك الاعوام على الانقراض في الأردن. كذلك أيضا، ثلاثة من أنواع الغزلان تقلصت أعدادها بشكل كبير هي غزال دوركاس، غزلان الريم والغزلان الجبلية.
للحد من ذلك، في العام 1973 تم سن تشريع في الأردن يهدف لضبط نشاطات الصيد كذلك يحدد المواسم المسموح فيها وحصة الشخص المسموحة كذلك.
أيضا في حينها تم استغلال محمية الشومري للحياة البرية «منطقة مسيجة في صحاري وسط الأردن» في برنامج حماية يتضمن «تربية وتكاثر» ثم إعادة الحيوانات للموطن الطبيعي لها شمل: المها العربي، النعامة الصومالية، الحمار الوحشي الفارسي «الأخدر الفارسي»، أيضا بعض أنواع الغزلان. حيوانات أخرى تم إطلاقها في البرية كذلك هي الوعل النوبي، الخنزير البري، الايل الاسمر، وايضا أيل اليحمور.

### الثديات

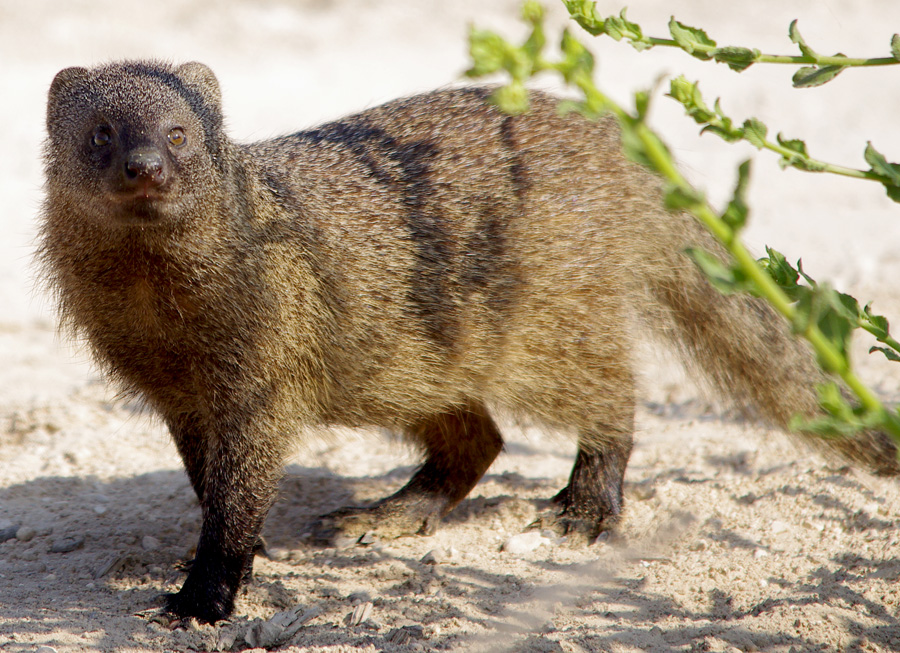
النمس المصري

عند الحديث عن «الثدييات آكلة اللحوم» في الأردن فهي تشمل: الضبع المخطط، الوشق الصحراوي، الوشق، قط الغاب، قط الرمال، القط البري، الذئب العربي، ابن آوى الذهبي، ثعلب الصحراء، الثعلب الأحمر العربي، الثعلب الافغاني، ثعلب الرمال، النمس المصري، ابن عرس الصغير، الغرير الأوروبي، غرير العسل والقضاعة الأوروبي.
هناك أيضا حوالي 20 نوعًا من الخفافيش وعدد مماثل من القوارض بما في ذلك السناجب القوقازية، الزغبة طويل الاذن، اليربوع الفراتي، فئران الشرق الأوسط العمياء، الجرذان، الفئران الشوكية، الجربوع، والهامستر.
ثدييات أخرى تم العثور عليها والتي تعيش في بيئات مناسبة لها في الأردن هي الخنازير البرية، الأرنب البري الأوروبي، الأرنب البري الجبلي، الشيهم الهندي، الوبر الصخري، القنفذ الأوروبي، القنفذ طويل الأذن والقنفذ الصحراوي.

### الطيور
يوجد في الأردن حوالي 428 نوعا من الطيور المُسجلة، منها ما هو نادر ومنها وصل إلى الأردن من غير قصد والانواع المتبقية منها تعتبر طيوراً مهاجرة تمر خلال رحلتها بالأردن.
يجدر التنويه إلى أن بعض أنواع الطيور الموجودة في الأردن تعتبر مهددة عالميا، نذكر منها، بط أبيض الوجه، طائر النوء الأطلسي، أبو منجل ناسك، العقاب المصري، نسر أسمر، نسر أذون، بوم فرعوني، البومة البيضاء، عقاب ذهبية، عقاب السهوب، عقاب سعفاء كبرى، عقاب ملكي شرقي، حبارى آسيوي، كركي سيبيري، قطقاط اجتماعي، صقر الغزال، شرشير مخطط، هازجة الماء والنعّار السوري.
نجد أيضا في محمية الموجب للمحيط الحيوي أربعة أنواع من الطيور الجارحة: عقاب الثعابين، حوام طويل الساقين، الشاهين البربري، عقاب بونلي، بالإضافة إلى سلالة طائر العويسق المهدد عالميا، تتنشر كذلك أنواع أخرى من الطيور مثل: غراب مقنع، قيق أوراسي، هدهدية، وقواق شائع، زرزور أسود، غراب المنزل الهندي واخيرا بلبل أبيض النظارة.

### الزواحف
اغلب زواحف الأردن هي من الأفاعي والسحالي، بالإضافة إلى عدد قليل من السلاحف تقريبا 7 أنواع، تهمين الأفاعي من فصلية الحنشيات والأفعويات على أنواع الافاعي والتي تضم بينها سبعة فصائل مختلفة، أما أنواع الزواحف الأخرى فتشمل الوزغة، السنقوريات، الحراذين، السحالي الحقيقية، الورل الصحراوي، بالإضافة إلى السحلية الزجاجية (بالإنجليزية: Glass lizard)‏ أو السحلية عديمة الأرجل.

### البرمائيات
اعداد البرمائيات محدودة بشكل كبير في الأردن، فهي تقتصر على نوع واحد من السمندل، السمندل الجنوبي المخطط، وعلى أربعة أنواع من العلاجم والضفادع.

### الأسماك
في الأردن يوجد عدد محدود من أنواع الأسماك التي تعيش في المياه العذبة، لكن بالنسبة للأصناف الأخرى فيوجد منها تقريباُ 8 فصائل تحوي ضمنها 25 نوعاً من الأسماك المختلفة، موجودة في نهر الأردن بالإضافة إلى بعض البحيرات والسدود، من هذه الأسماك ما هو مستجلب إلى الأردن «مستزرع» ومنها ما هو محلي.
أحد أنواع هذه الأسماك هو الابراميس الأردني، والذي يستوطن الأنهار والبحيرات في منطقة حوض نهر الأردن، والذي تم توطينه في عدد من البحيرات والخزانات المائية في المنطقة مثل محمية الأزرق، نوع آخر من الأسماك الموجودة يسمى الكارب ذو الأسنان أو (أفانيوس سرحاني)، أصبح هذا النوع مهددا بالانقراض من المنطقة وذلك بسبب الانحسار الذي يحدث لمياه الواحات الموجودة في الصحراء الشرقية من البلاد بسبب الإستهلاك الجائر لمياه الآبار الجوفية. والذي أدى إلى انخفاض اعدادها إلى تجمعات بسيطة قد يصل مجموعها إلى عدة آلاف فقط.

## المحميات والحياة الطبيعية
في العام 1966 تم إنشاء الجمعية الملكية لحماية الطبيعة بهدف الحفاظ على التنوع الحيوي في الأردن وحفظ الموارد الطبيعية، وقامت الجمعية خلال السنوات المتعاقبة بإنشاء عدد من المحميات ورعايتها منها محمية ضانا الطبيعية ومحمية الموجب للمحيط الحيوي بالإضافة إلى تسعة من البريات، الغابات، الأراضي الرطبة وبعض المحميات الأخرى. وتحتضن محمية ضانا أكثر من 800 نوع نباتي، ثلاثة من هذه الأنواع لا يمكن إيجادها في أي مكان في العالم سوى في محمية ضانا.
وبعد إنشاء المؤسسة العامة لحماية البيئة في العام 1996 حددت المؤسسة المجالات الخاصة بحماية البيئة وقسمتها إلى قطاعات لكلاً منها مسؤولية محددة، وهي قطاع المياه وقطاع الهواء وقطاع الأحياء البرية، وهو مسؤول عن تحديد مواصفات المحميات الطبيعية و‌المنتزهات وحمايتها، إضافة إلى تخصيص شرطة لحماية البيئة، ففي عام 2006 صدرت الإرادة الملكية بإنشاء الإدارة الملكية لحماية البيئة والتي تتبع وزارة البيئة، انضم إليها نحو 500 فرد من مرتبات مديرية الأمن العام، أُقيمت لهم دورات مكثفة في البيئة وطرق ضبطها ومعالجتها، وافتتح لهذه الإدارة عدة مكاتب وفروع في معظم المحافظات الأردنية كونها تعمل على مدار الساعة بالتنسيق مع وزارة البيئة والصحة والزراعة والبلديات وغيرها.
ومن البيئات المميزة في الأردن خليج العقبة الذي يعتبر موئل لمجموعة هامة من الحياة البحرية في الشرق الأوسط، ففيه الشعب المرجانية التي لا مثيل لها في العالم. يحتوي خليج العقبة كذلك على مجموعة كبيرة من الحياة البحرية، مثل قنديل البحر، خيل البحر، خيار البحر، سرطان البحر، الروبيان، قنافذ البحر، والعديد من أنواع الأسماك والديدان التي تحفر بيوتها في قاع البحر الرملي. ويمكن الاطلاع على مجموعة متنوعة من الأعشاب البحرية في المياه الضحلة. ولعل من أهم عناصر الجذب للغواصين في خليج العقبة الشعاب المرجانية الملونة، خصوصا تلك الموجودة في الجزء الجنوبي من الساحل الأردني، وهناك نحو 100 نوعا من المرجان الحجري.
تتواجد الطحالب بشكل رئيسي في المياه الضحلة، وكذلك عدة مئات من أنواع الأسماك التي تعيش بين الشعاب المرجانية، وتتغذى على بعض هذه الطحالب، خاصةً تلك التي تنمو على الشعاب المرجانية.

## إحصائيات طبيعية
فيما يلي أمثلة على الثدييات المسجلة في الأردن والمهددة عالميا:
| الاسم العلمي                | الاسم العربي          | درجة التهديد العالمية |
| --------------------------- | --------------------- | --------------------- |
| الثدييات                    |                       |                       |
| Capra ibex nubiana          | البدن (الماعز الجبلي) | مهدد                  |
| Gazella dorcas              | الغزال العفري         | ضعيف                  |
| Gazella gazelle             | الغزال الجبلي         | ضعيف                  |
| Gazella subgutturosa        | الريم (الغزال الرملي) | مهدد                  |
| Oryx leucoryx               | خفاش جيوفروي          | ضعيف                  |
| Vulpes cana                 | المها العربي          | مهدد                  |
| Myotis emarginatus          | الثعلب الأفغاني       | ضعيف                  |
| الزواحف والبرمائيات         |                       |                       |
| Acanthodactylus ahmaddisii  | عظاءة                 | مهدد                  |
| Chalcides guentheri         | سحلية عديمة الأطراف   | ضعيف                  |
| Lacerta kulzeri             | سحلية                 | مهدد                  |
| Telescopus hoogstraali      | أفعى قفقاسي شبيه القط | مهدد                  |
| Anser erythropus            | الإوزة الغراء الصغيرة | معرض                  |
| Aquila clanga               | عقاب أرقط كبير        | معرض                  |
| Aquila heliaca              | ملك العقبان           | معرض                  |
| Crex crex                   | مرعة الغيط (صفرد)     | معرض                  |
| Falco cherrug               | صقر الغزال            | مهدد                  |
| Falco naumanni              | العويسق               | معرض                  |
| Grus leucogeranus           | كركي أبيض سيبيري      | مهدد بشدة             |
| Marmaronetta angustirostris | شرشير مخطط            | معرض                  |
| Serinus syriacus            | نعار سوري             | معرض                  |
| Torgos tracheliotus         | النسر الأوذن          | معرض                  |
| Vanellus gregarius          | قطقاط اجتماعي         | مهدد بشدة             |

## المعرض

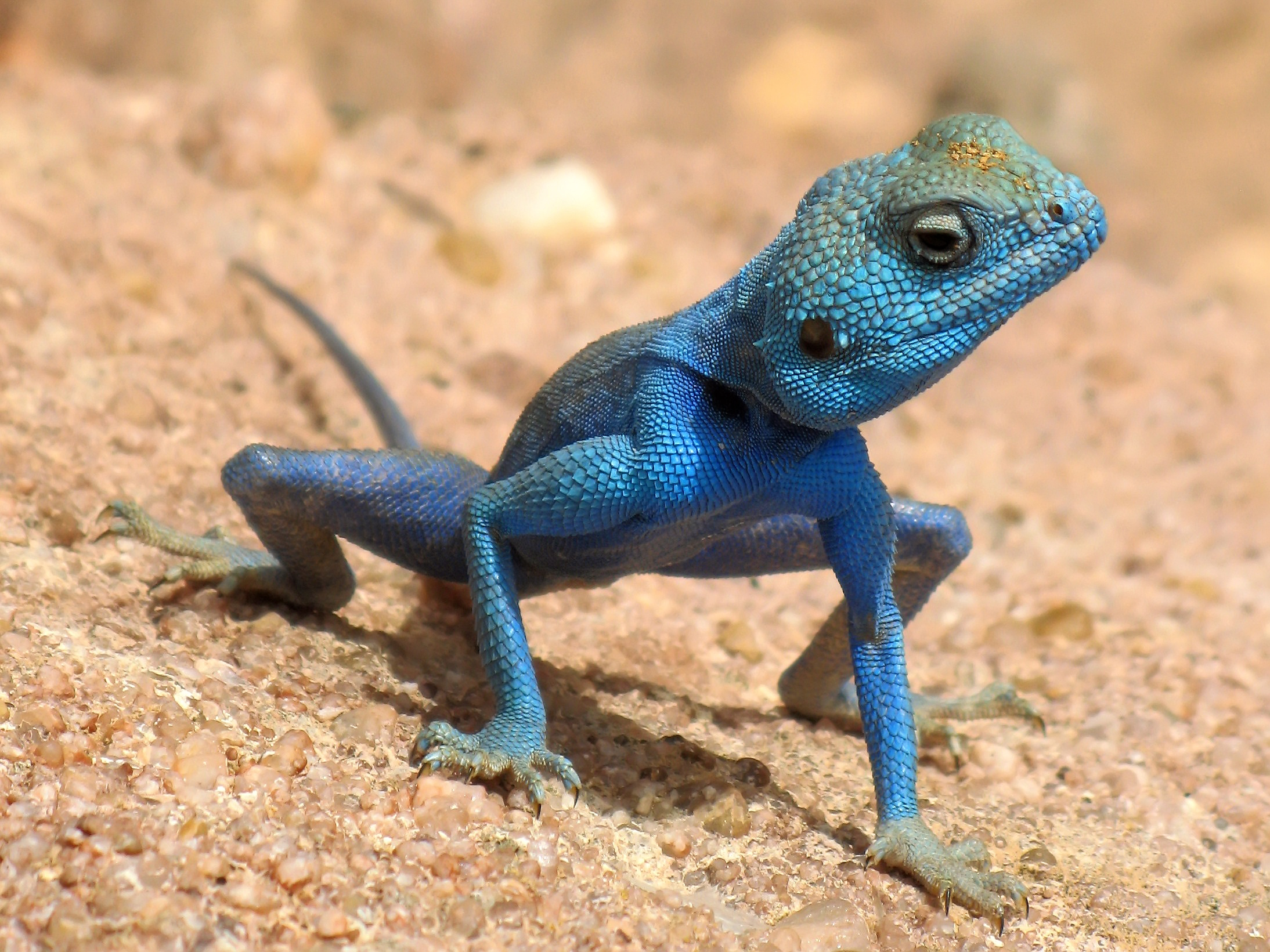
ذكر ال (Agama sinaita) في الأردن. هذا النوع شائع في الصحاري حول شواطئ البحر الأحمر. عندما يكون الجو حاراً ينقلب لون الذكر إلى الأزرق لجذب الإناث.
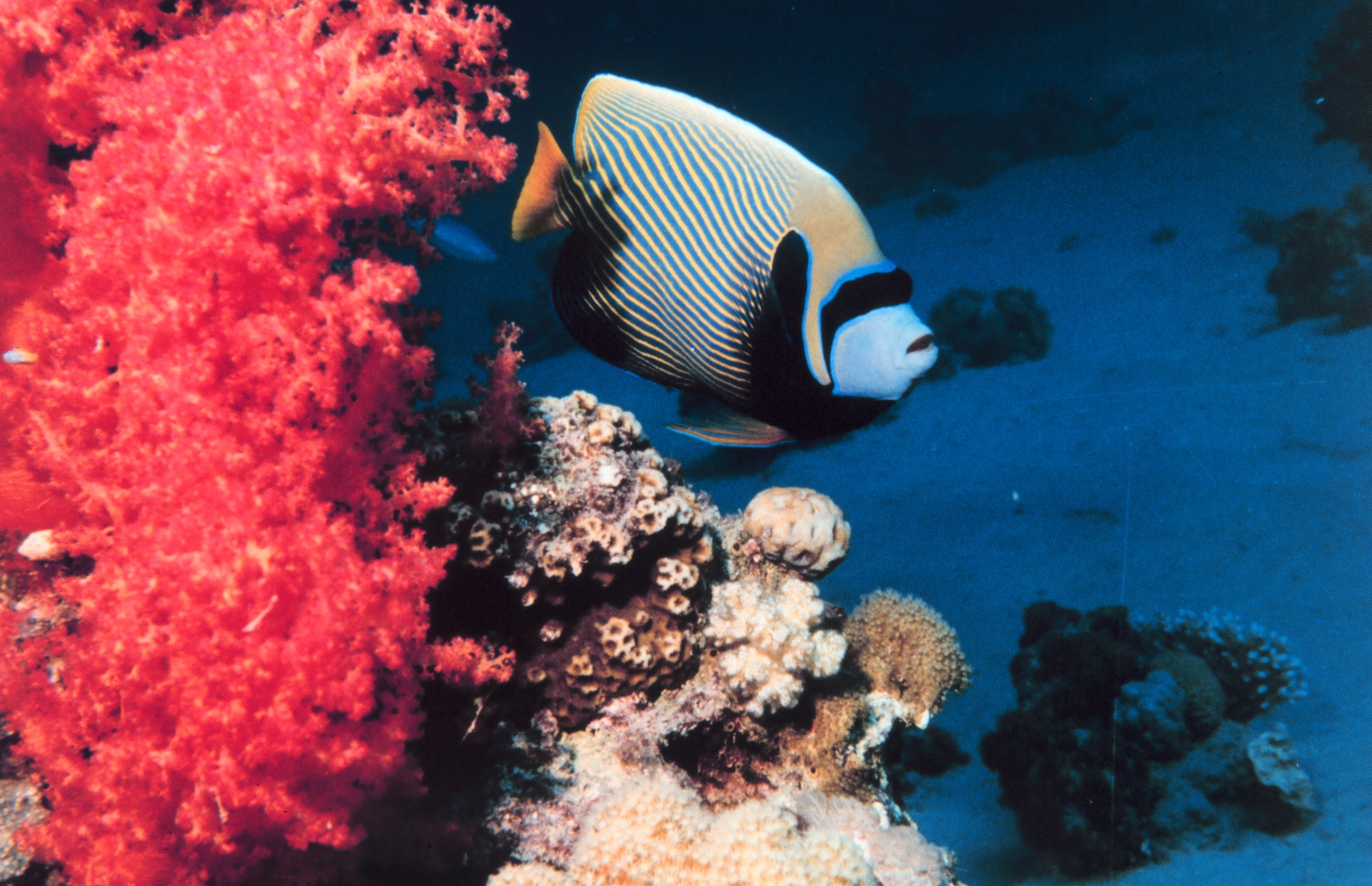
الشعاب المرجانية في العقبة.
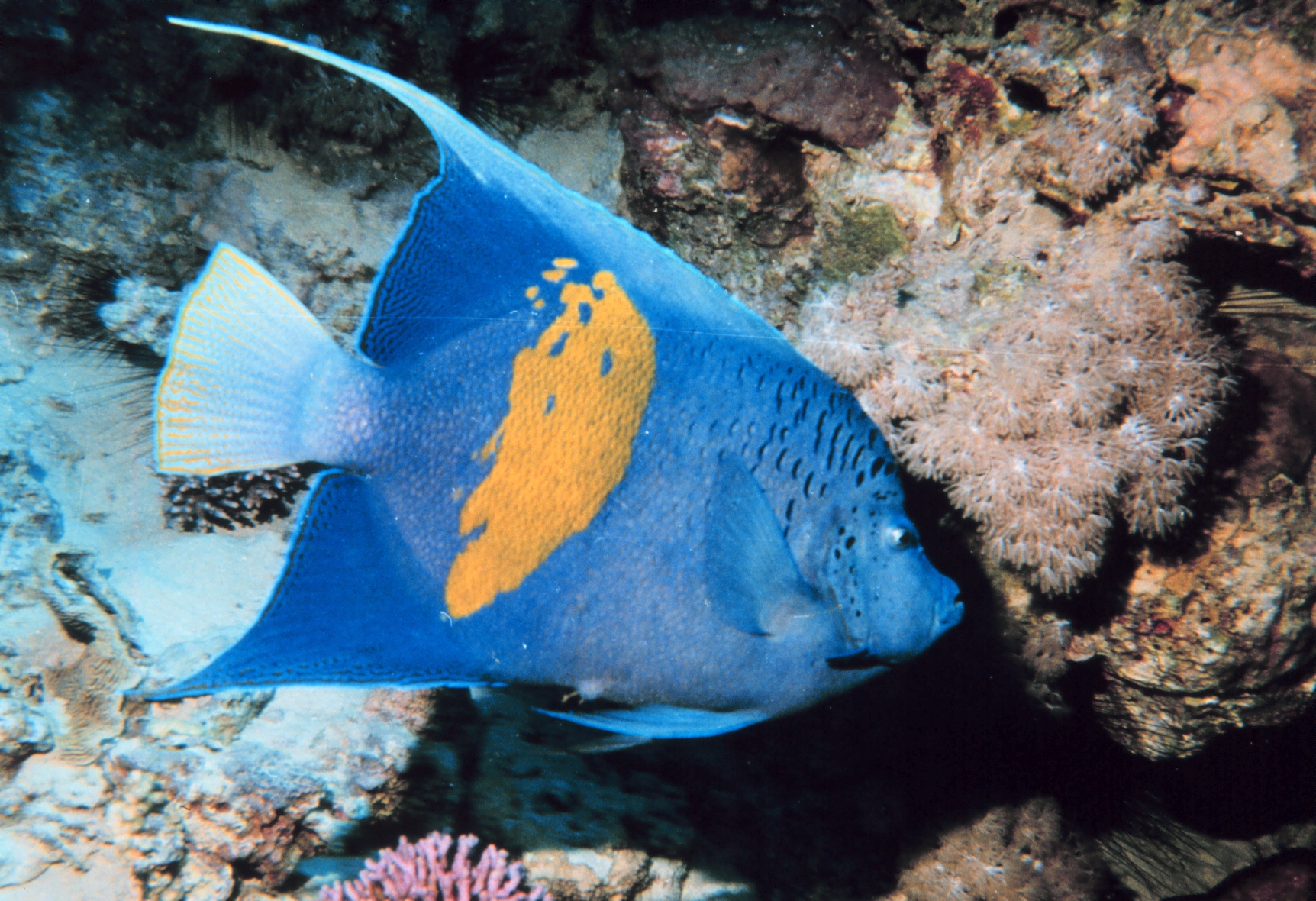
الشعاب المرجانية في العقبة.
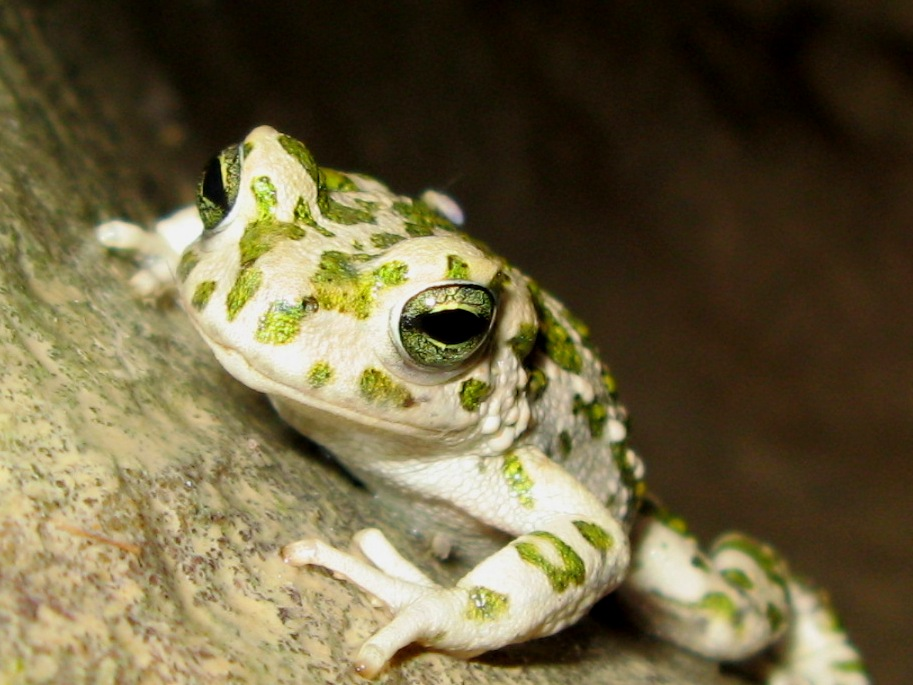
العلجوم الأخضر أو العلجوم الأخضر الأوروبي هو من البرمائيات التي تنتشر في أوروبا وآسيا وشمال إفريقيا.
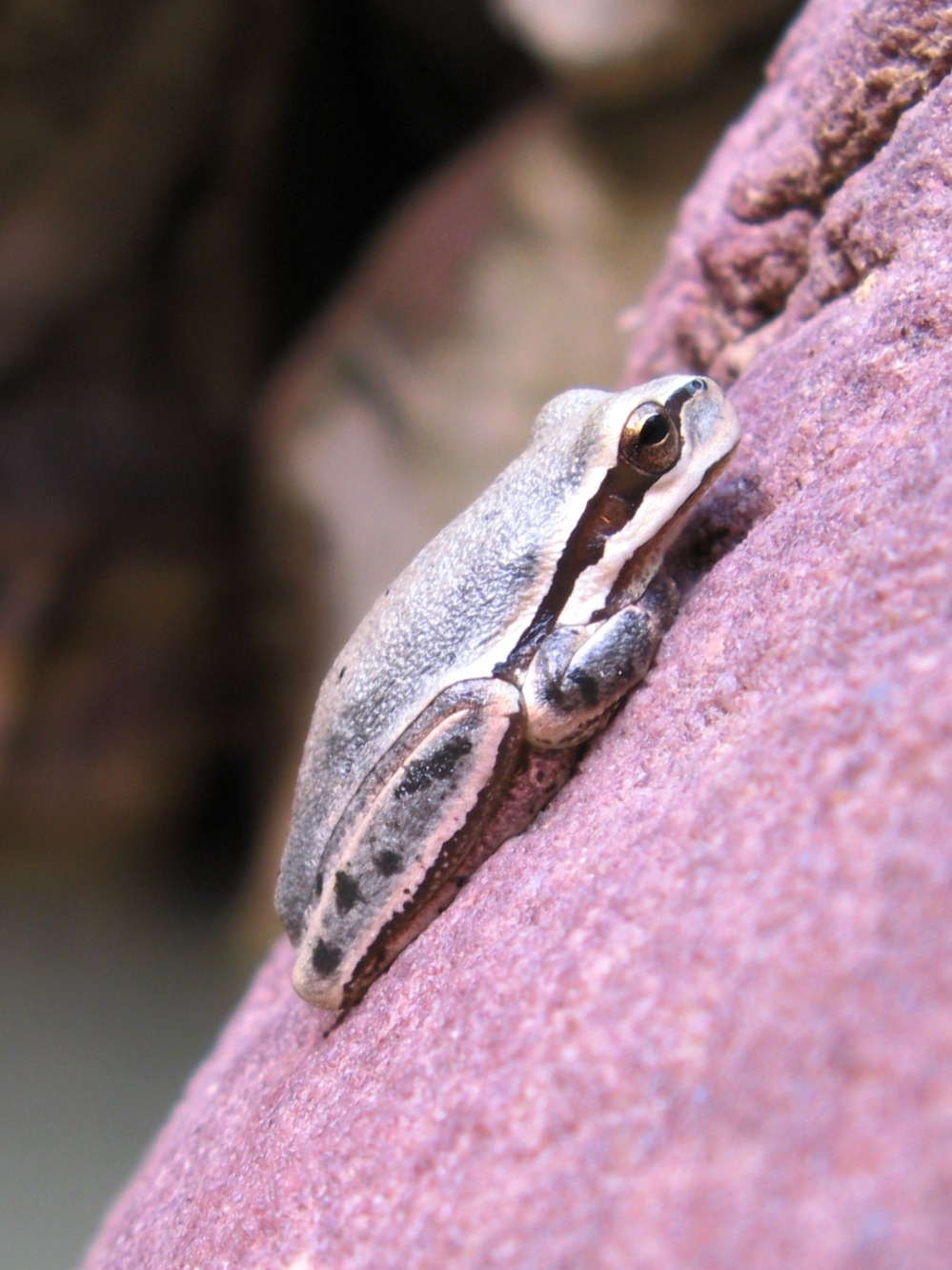
ضفدع الشجر الأوروبي هو اسم شائع لمجموعة من ضفادع الشجر التي تتواجد في أوروبا.
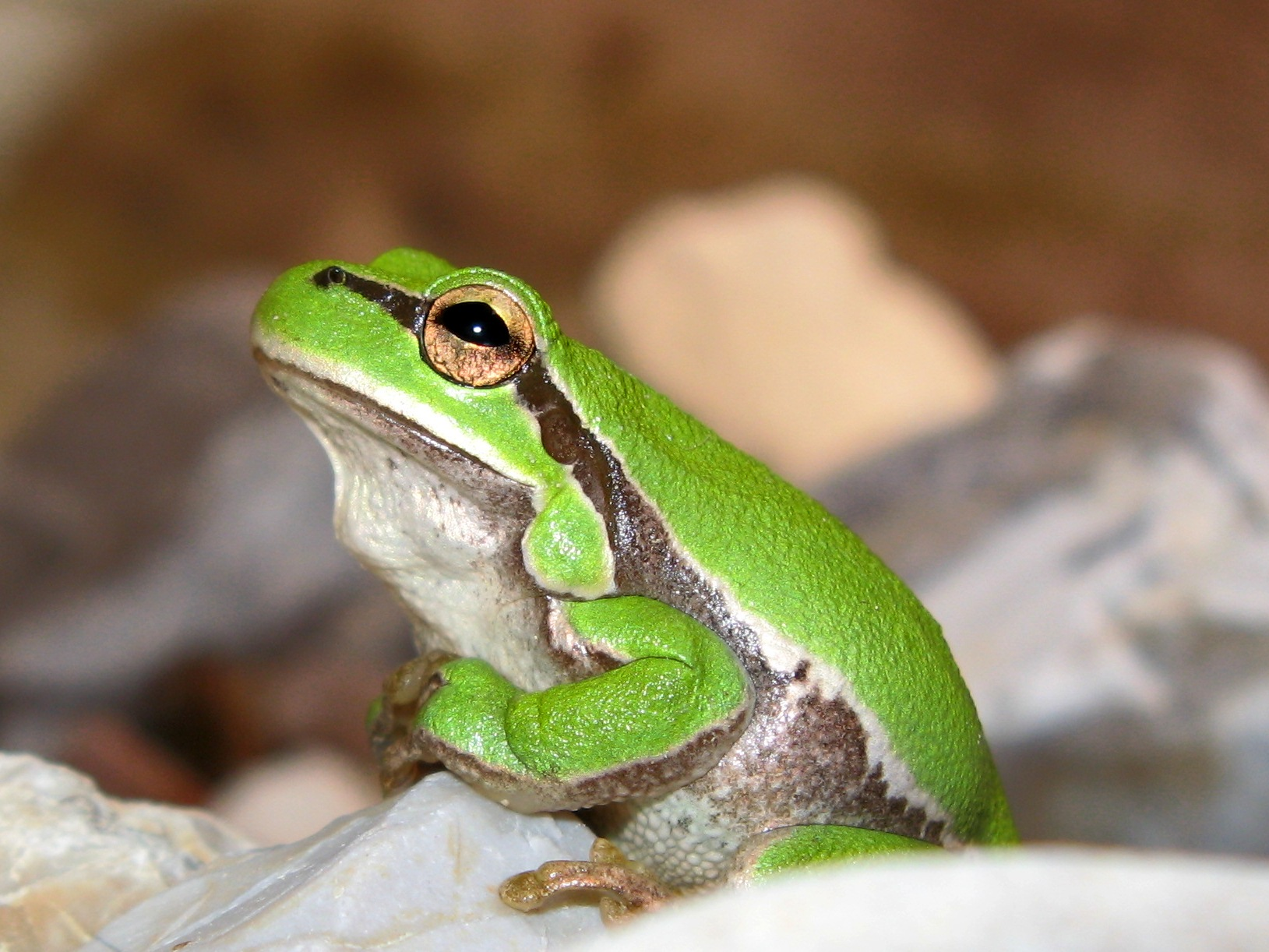
ضفدع الشجر الأوروبي في الأردن.
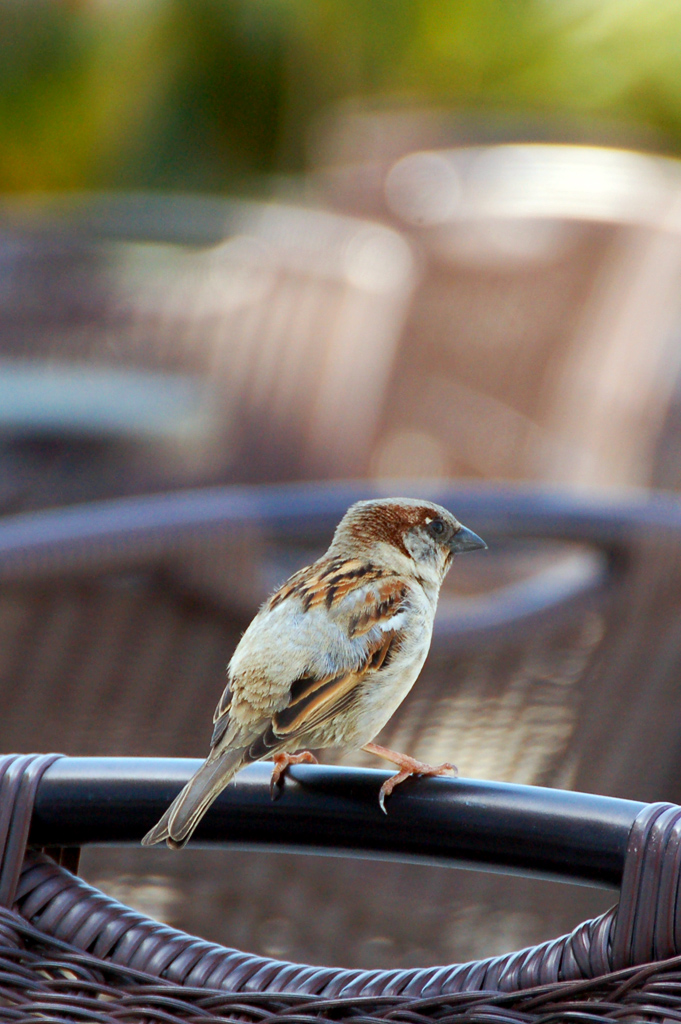
عصفور دوري في الأردن.